# 2012년 북대서양 허리케인
2012년 북대서양 허리케인 (2012 Atlantic hurricane season)은 북대서양에서 2012년에 발생한 허리케인들의 활동에 대해 기록한 문서이다. 북대서양 허리케인은 주로 6월 1일부터 11월 30일 사이에 발생한다.

## 통계

### 월별 태풍 발생 개수
| -                                      | 1월   | 2월   | 3월   | 4월     | 5월       | 6월       | 7월       | 8월       | 9월       | 10월      | 11월      | 12월      |
| -------------------------------------- | ----- | ----- | ----- | ------- | --------- | --------- | --------- | --------- | --------- | --------- | --------- | --------- |
| 2012년                                 | 0 (0) | 0 (0) | 0 (0) | 0 (0)   | 2 (2)     | 2 (4)     | 0 (4)     | 8 (12)    | 2 (14)    | 5 (19)    | 0 (19)    | 0 (19)    |
| 160년 평균 1851년~2010년               | 0 (0) | 0 (0) | 0 (0) | 0 (0.1) | 0.1 (0.2) | 0.5 (0.7) | 0.7 (1.4) | 2.2 (3.6) | 3.4 (7.0) | 2.0 (9.0) | 0.5 (9.5) | 0.1 (9.6) |
| - 괄호 안의 숫자는 누적 열대폭풍 수임. |       |       |       |         |           |           |           |           |           |           |           |           |

- 160년 평균으로 1년 동안 열대폭풍 발생 개수가 9.6개인데 비해, 2012년에는 1년 동안 19개가 발생하여 평균보다 매우 높은 수치를 기록하였다. 2011년 기록인 19개와 동일한 개수의 열대폭풍이 발생하였다.
- 160년 평균 기록에서는 3.4개로 9월에 열대폭풍 발생이 가장 잦다. 2012년에는 8월에 8개가 발생하여 열대폭풍 발생이 가장 많은 달이 되었다.

### 특징
폭풍누적에너지(ACE, Accumulated Cyclone Energy)는 약 126으로, 평균 (96.1)보다 높은 수치를 기록하였다. 그 중 반 이상을 허리케인 나딘, 마이클, 레슬리, 샌디가 차지하였다.
- 열대폭풍 데비는 4번째로 발생한 열대폭풍 중 가장 빨리 발생했다(6월 23일). 전 기록은 2005년의 허리케인 데니스가 보유하고 있었다(7월 5일).
- 허리케인 네이딘은 지금까지 활동했던 모든 허리케인 중 4번째로 가장 긴 시간 동안 활동하였다 (22.25일).
- 허리케인 샌디로 인한 피해는 500억 달러 (2012년 기준) 이상으로 2번째로 피해가 큰 허리케인으로 기록되었다. 인플레이션 등을 감안하면 6번째로 피해가 큰 허리케인이다.
- 2012년 8월에 8개의 열대폭풍이 발생하여, 2004년과 함께 '8월에 열대폭풍이 가장 많은 해'로 기록되었다.

### 은퇴한 이름
2012년 이름 중에서 '샌디'(Sandy)라는 이름이 2012년을 마지막으로 영구제명되었다. 2018년 이후부터는 '사라'(Sara)가 쓰일 예정이다.

## 활동한 허리케인

### 제1호 열대폭풍 앨버토
5월 18일, 한 저기압이 미국 사우스캐롤라이나주 해안 근처에서 정체되었다. 빠르게 열대성을 갖게 되어 5월 19일 오후 9시 (UTC; 이하 생략)에 미국 국립 허리케인 센터에서 열대폭풍 앨버토에 대한 열대저기압 정보를 발표하기 시작했다. 참고로 앨버토는 2008년 열대폭풍 아서 이후 처음으로 발생한 5월 열대폭풍이다. 또 북동태평양에서 열대폭풍 알레타가 먼저 발생해 처음으로 북대서양과 북동태평양 시즌 시작 전에 모두에서 열대폭풍이 발생했다.
처음 풍속은 40kt였는데, 앨버토는 점차 발달하기 시작했다. 선박 통보에 의하면 5월 19일 오후 10시 50분에 풍속이 50kt로 상향 조정되었으나, 남동풍 윈드 시어와 건조공기의 유입으로 다시 45kt로 약화되었다. 그 날이 진행되는 동안 지속적인 윈드 시어는 앨버토를 약화시켰고, 저기압 중심이 노출되었으며, 대류가 순환 중심의 서쪽으로 치우치게 되었다. 5월 20일 앨버트는 더 약화되어 35kt로 약화되었다. 이후 세력을 유지하면서 이동 속도가 증가했고 이동 방향을 북동쪽으로 틀었다. 5월 22일 오전 3시에 열대저기압으로 약화되었고, 결국 노스캐롤라이나주 해터러스 곶에서 약 270km 떨어진 곳에서 소멸하였다.

### 제2호 열대폭풍 베릴
5월 23일, 남북으로 늘어진 저기압이 카리브 해 북서부에서 발생하였고, 북동진하기 시작했다. 시간이 지나자 점차 구름 모양이 발달하였고, 폭풍 수준의 바람을 동반하게 되었다. 결국 5월 26일 03시에 이 저기압을 아열대폭풍 베릴(Beryl)로 지정하였다. 발생 당시 사우스캐롤라이나주 찰스턴에서 동쪽으로 약 490 km 떨어진 곳에 위치하고 있었다.
5월 27일까지는 세력의 변화가 없었으나, 아열대폭풍 베릴이 열대폭풍으로 발달하면서 최대풍속 60kt, 즉 허리케인 직전 수준까지 발달하였다. 이때 조금 약화되어 플로리다주 잭슨빌 비치(Jacksonville Beach)에 상륙하였다. 상륙 후에는 급격히 약화되어 열대저기압이 되어 이 세력을 오랫동안 유지했다. 그러나 다시 해상으로 빠져나오려던 참인 5월 30일 온대저기압으로 변질되어 소멸하였고, 이 온대저기압은 빠르게 북동진하였다.
열대폭풍 베릴이 발생함으로써 2012년은 1908년 이후 처음으로 6월 1일 (시즌 시작일) 이전에 두 개의 열대폭풍이 발생한 해로 기록되었다. 또한 열대폭풍 베릴은 허리케인 관측 시작 이래 시즌 시작일 이전에 발생한 열대 저기압 중 미국 상륙시 1분평균풍속이 최대였던 열대폭풍으로 기록되었다.
열대폭풍 베릴은 심한 가뭄 지역이였던 플로리다 주와 조지아 주에 많은 비를 내림으로써 일부 지역의 가뭄을 해소하였다. 어떤 곳은 작은 홍수가 났을 정도였다. 또한 이 열대폭풍으로 총 5명이 사망하였다.

### 제3호 허리케인 크리스
6월 17일, 버뮤다 주변에서 정체된 전선으로부터 저기압이 발생하였다. 높은 수온과 낮은 윈드 시어 등 주변 환경이 열대 저기압이 발생하기에 적합해서 이 저기압은 점점 열대성을 띠기 시작했고, 6월 19일 오후, 미국 국립 허리케인 센터에서는 이 저기압을 제3호 열대폭풍 크리스로 지정하였다. 이후 점차 낮아지는 수온에도 서서히 발달하기 시작했고, 결국 6월 21일 2012년 북대서양의 첫 허리케인으로 발달하였다. 그러나 드디어 낮은 수온에 크리스에 영향을 미치기 시작해 급격히 약화되기 시작하였고, 6월 22일 온대저기압으로 변질되었다.
열대폭풍 크리스의 발생일 6월 19일은 1851년 이후 세 번째로 가장 빠른 3번째 열대 저기압 발생일로 기록되었다. 크리스보다 더 먼저 발생한 열대 저기압으로는 1887년 제3호 열대폭풍과 1959년 제3호 허리케인이 있다.

### 제4호 열대폭풍 데비
6월 23일 멕시코만에 위치해 있던 열대 요란이 제4호 열대폭풍 데비로 발생하였다. 2일동안 데비는 느리게 이동하였다. 그런데 열대폭풍 데비의 서쪽에 있던 상층 저기압이 영향을 끼치기 시작하면서 데비는 예상보다 많이 발달하지 못했다. 6월 26일 오후 9시(UTC)에, 플로리다주 스테인해치에 35kt의 풍속으로 상륙하였다. 상륙하자마자 급격히 약화되고 윈드 시어의 영향을 더욱 많이 받게 되어 6월 27일 오후 플로리다 해상에 진출할 즈음에 온대저기압으로 변질되었다. 이후 재발생할 가능성이 존재했으나, 끝내 더 큰 온대저기압과 합쳐졌다.

### 제5호 허리케인 어네스토
7월 30일에 미국 국립허리케인센터(이하 NHC)에서 열대 파동을 주시하기 시작했다. 점차 발달하였고 8월 1일 제5호 열대저기압에 대한 열대저기압 정보가 발표되기 시작했다. 그 당시 제5호 열대저기압은 북쪽에 위치한 고기압으로 인해 서북서진하였다. 8월 2일 허리케인 헌터(Hurricane Hunters)들은 제5호 열대저기압에서 폭풍 수준의 풍속을 발견해 NHC는 이를 열대폭풍 "어네스토(Ernesto)"로 상향 조정했다. 다음날 세인트루시아를 지나갔고, 거기서 시속 101km의 돌풍이 관측되었다.
8월 3일이 되자 열대폭풍 어네스토는 허리케인으로의 발달 가능성을 가진 채 카리브해로 진입하였다. 이에 맞춰 8월 4일, 자메이카에 열대폭풍 경보를 내렸다. 다음날 온두라스와 케이맨 제도에도 각각 열대폭풍 경보를 내렸다. 8월 6일 오전, 어네스토가 서카리브 해에 진입했을 때, 약간 강한 윈드 시어와 건조한 공기가 유입돼 발달을 잠시 멈췄다. 8월 7일, 어네스토가 다시 발달하기 시작하면서 오후에 허리케인으로 발달하였다. 8월 8일 오전 3시 15분 (UTC), 75kt의 허리케인 어네스토가 멕시코 킨타나로오주에 상륙했다. 열대폭풍으로 약화된후 캄페체 만에 다시 도달하면서 발달하였으나, 다시 허리케인으로 발달하지 못하고 8월 9일 오후, 테우안테펙 지협에 상륙하고, 8월 10일 멕시코 남부에서 저기압으로 약화되었다. 저기압 어네스토는 동태평양에 진입하여 열대폭풍 헥터의 발생에 기여했다.

### 제6호 열대폭풍 플로렌스
8월 1일 오후, 강한 열대 파동이 아프리카 해상에 진출했다. NHC는 8월 3일부터 이 열대 파동을 주시하기 시작했다. 이 파동은 점차 발달했고, 8월 4일 제6호 열대저기압으로 발달하였다. 다음날에는 열대폭풍 플로렌스(Florence)로 발달하였다. 열대폭풍이 서북서진하면서 건조하고 안정된 공기를 만나 플로렌스가 약해지기 시작했다. 8월 6일 열대저기압으로 하향 조정됐고, 같은 날 저기압으로 약화되어 소멸하였다.

### 제7호 열대폭풍 에릭
NHC는 8월 6일 카보베르데 근해에서 빠르게 서진하는 열대 파동을 주시하기 시작했다. 8월 9일, 이 열대 파동은 제7호 열대저기압으로 발달하여 NHC가 열대저기압 정보를 발표하기 시작하였다. 그러나 8월 10일, 대류가 남북으로 길게 늘어졌고, 결국 8월 11일 저기압으로 다시 약화되었다.
이 저기압은 이후 트리니다드토바고에 많은 비를 내려 두 명의 사망자, 두 명의 실종자가 발생했다. 또한 여기서 약 1700만 달러(USD)의 피해를 냈다.
이 저기압은 캄페체 만으로 진출하여 다시 발달하기 시작했다. 하루이틀동안 해상에 머물러 있으면서 8월 17일 열대폭풍 "에릭(Eric)"으로 재발생했다. 다음날 열대폭풍 헐린은 북서진하면서 멕시코 탐피코에 상륙하였다. 이후 열대저기압으로 약화되었고, 8월 19일 오전 3시(UTC; 8월 18일 오후 10시 CDT)에 저기압으로 약화되어 소멸하였다.

### 제8호 허리케인 고든
8월 10일, 열대 파동이 아프리카 서부 대서양 해상에 진출하였다. 카보베르데를 관통한 후, 수온이 낮은 지역에서 서북서진하였다. 저기압을 동반한 이 열대파동은 북쪽으로 방향을 틀면서 8월 15일 버뮤다 동북동쪽 1000 km 부근 해상에서 제8호 열대저기압이 발생하였고, 12시간 후 열대폭풍 고든(Gordon)으로 발달하였다.
이후 고든은 동진하기 시작했는데, NHC에서는 아소르스 제도를 통과할 즈음에 윈드 시어가 증가하면서 고든이 온대저기압으로 변질될 것이라고 예상했다. 한편 8월 18일 대류 활동이 활발해지면서 고든은 허리케인으로 발달하였다. 8월 19일 강한 2등급 허리케인으로써 최성기를 맞이하고 약화되기 시작했다. 8월 20일, 온대저기압으로 변질되기 몇 시간 전, 아소르스 제도의 산타리아 섬을 지나갔다.
허리케인 고든은 아소르스 제도의 동쪽 섬에 직접적으로 영향을 줬지만, 예상보다 피해가 적었고, 사망자도 없었다.

### 제9호 허리케인 아이작
8월 16일 열대 파동이 아프리카 해상에 진출했다. 발달하는 데에 어려움을 겪었지만, 결국 8월 21일 대서양 중부에서 제9호 열대저기압으로 발생했다. 12시간 후 열대폭풍 "아이작"(Isaac)으로 발달하였다. 그러나 이후 발달의 속도는 건조한 공기의 유입으로 느려졌다. 8월 25일, 허리케인의 눈이 형성되기 시작했고, 아이티에 상륙하기 전에 풍속 60 노트(70 mph, 110 km/h)를 기록하였다. 아이작은 약화되었고, 쿠바에 상륙하기 전까지 다시 발달하지 않았다.
8월 26일 오전, 미국 플로리다 해상에 진입하여 재발달하기 시작했다. 이후 아열대성 고기압이 아이작의 방향을 북서쪽으로 바꿨다. 허리케인 헌터의 정보에 의하면, 아이작은 8월 28일 오후 4시 20분 (UTC)에 허리케인으로 발달하였다. 한편, 폭풍역이 매우 컸기 때문에 풍속에 비해 기압이 낮았다. 같은 날, 풍속 70kt, 최저기압 968 hPa의 세력으로 미시시피강 근처에 1차 상륙, 8월 29일 오전 7시 15분 루이지애나주 포촌 항구(Port Fourchon)에 2차 상륙하였다. 몇 시간 후, 열대폭풍으로 약화되었고, 8월 30일 늦은 저녁에 열대저기압으로 약화되었다. 이 열대저기압은 계속 북진하면서 결국 9월 1일 미주리주에서 온대저기압으로 변질되어 소멸하였다.
허리케인 아이작은 히스파니올라, 쿠바, 미국 등지에 많은 피해를 끼쳤다. 도미니카 공화국에서 5명, 아이티에서 21명, 푸에르토리코에서 1명, 미국에서 9명, 도합 44명이 아이작으로 인해 직•간접적으로 사망하였다. 9월 22일 현재 재산 피해는 약 20억 달러로 집계되고 있다.

### 제10호 열대폭풍 조이스
8월 20일 오전, NHC는 아프리카와 카보베르데 중간지점에 위치한 열대 파동을 주시하기 시작했다. 이틀 후 이 열대 파동은 제10호 열대저기압으로 지정될 정도로 발달하였고, 8월 23일 열대폭풍 "조이스"(Joyce)로 발달하였다. 그러나 남쪽에서 발생한 윈드시어로 인해 크게 발달하지 못하고 8월 24일 오후 3시 (UTC)에 저기압으로 약화되어 소멸하였다.

### 제11호 허리케인 커크
8월 22일 저녁, NHC는 큰 열대 파동을 주시하기 시작했다. 8월 25일 이후 발생한 저기압이 발달하기 시작했으나, 윈드 시어가 증가함에 따라 다음날 발생확률이 30%로 줄어들었다. 이 현상은 일시적이었고, 8월 28일 오후 9시 (UTC) 이 저기압을 제11호 열대저기압으로 지정하여 주시하기 시작했다. 6시간후, 열대폭풍 커크 (Kirk)로 발달하였고, 서서히 발달하여 8월 30일 오후 3시에 허리케인으로 발달하고, 잠시 후에 2등급 허리케인으로 발달하였다. 풍속 90 kt (105 mph)로 최성기를 맞이한 이후, 수온이 하강하여 커크는 약화되기 시작했고, 9월 1일 열대폭풍으로 약화되었다. 9월 2일에는 대서양에서 온대저기압으로 변질되어 소멸하였다.

### 제12호 허리케인 레슬리
8월 27일, 열대 파동이 아프리카 서쪽 해상에 진출했다. 8월 30일, 이 열대 파동은 서서히 발달하여 제12호 열대저기압으로 지정되었다. 높은 수온으로 6시간 후 열대폭풍 "레슬리"(Leslie)로 발달하였다. 이후 짧은 기간동안 급격히 발달하였으나, 윈드 시어의 영향으로 대류활동이 순환 중심으로부터 멀어졌다. 그럼에도 불구하고 눈이 형성되기 시작해 9월 5일 허리케인으로 발달하였다. 이후 세력을 유지하였으나, 잠시 후 열대폭풍으로 약화되었고, 9월 11일 풍속 60 kt의 세기로 캐나다 뉴펀들랜드 래보라도 주 매리스타운(Marystown, Newfoundland and Labrador)에 상륙하면서 온대저기압으로 변질되기 시작했다.
허리케인 레슬리에 의한 피해는 거의 없었다.

### 제13호 메이저 허리케인 마이클
9월 2일, 미국 국립 허리케인 센터에서는 상층 저기압의 영향을 받고 있던 카보베르데 북서쪽의 기압골을 주시하기 시작했다. 이는 점차 발달하기 시작했고, 9월 3일 제13호 열대저기압, 9월 4일 열대폭풍 마이클(Michael)로 발달하였다. 처음 24시간 동안은 약한 열대폭풍의 상태를 유지하였으나, 이후 급격히 발달하기 시작하여 9월 5일 허리케인으로 발달하였다. 계속 급격히 발달하여 6시간 후 2012년 대서양 첫 번째 메이저 허리케인으로 발달하였다. 허리케인 마이클은 이 세력을 12시간 유지한 후 서서히 약화되기 시작했다. 그러나 열대폭풍 레슬리의 영향으로 발생한 윈드 시어로 인해 대류활동이 거의 사라져 9월 11일 저기압으로 약화되었다.

### 제14호 허리케인 네이딘
제14호 허리케인 네이딘은 9월 12일에 발생하여 9월 22일에 온대저기압으로 변질되었다가 다음날 다시 열대폭풍으로 바뀌었다. 이 열대폭풍에는 Nadine(네이딘)이라는 예전 명칭 그대로가 붙어졌다. 그 후 아프리카 쪽으로 전진하지 못하고 회전한 후, 다시 한번 회전하는 등, 일반적이지 않은 경로를 보였다.
참고로 허리케인 네이딘은 (아)열대 저기압으로서 21.75일간 활동하여, 5번째로 가장 오래 활동한 (아)열대 저기압으로 기록되었다. 또한 열대폭풍 이상의 세기를 21.25일간 유지하여, 두 번째로 가장 오래 활동한 (아)열대폭풍으로 기록되었다.

### 제15호 열대폭풍 오스카
오스카는 9월 28일 아프리카 서부 해안에서 진출한 저기압을 동반한 열대 파동에서 시작하였다. 이 저기압은 며칠 동안 대서양을 횡단하면서 별다른 발달의 조짐을 보이지 않았다. 그러나 10월 2일이 되자, NOAA의 한 부이(buoy)를 통해 미국 국립허리케인센터는 발달한 저기압이 발생하였다고 판단했다. 대류가 점차 활발해졌고 결국 8월 3일 오전 6시 (UTC) 중심이 카보베르데 서쪽 900해리 (1665 km) 부근 해상에 위치해 있을 때 제15호 열대저기압이 발생하였다.
발생 이후 열대저기압은 카보베르데 주변에 위치한 중층 기압마루와 리워드 제도의 북동쪽에 위치한 중상층 저기압 사이에서 15노트 (시속 28 km)의 속도로 북북서진했다. 활발한 대류는 중심 주변부와 중심 동쪽에 더 집중되어 열대저기압은 같은 날 오후 6시 15번째 열대폭풍, 오스카(Oscar)로 발달하였다. 그 이후 강한 시어가 오스카에 영향을 주기 시작해, 저층 순환 중심이 활발한 대류의 서쪽에 드러났다. 하지만 구름형이 비대칭이였음에도 불구하고 대류가 중심 동쪽에서 더욱 발달하여 10월 4일 낮 12시 카보베르데 서북서족 950해리 (1760 km) 부근 해상에서 풍속 45노트로 최성기를 맞이하였다. 이후 열대폭풍 오스카는 접근하는 한랭 전선의 앞에서 북동쪽으로 방향을 틀면서 세력을 하룻동안 유지하였다. 북동진하면서 오스카의 순환은 남북으로 늘어졌고, 위성 사진과 고급 스케터로미터(Advanced Scatterometer, ASCAT)를 검토한 결과 오스카는 10월 5일 낮 12시 직후 기압골로 약화되었다. 이 기압골은 10월 6일 한랭 전선에 흡수되어 소멸하였다.

### 제16호 열대폭풍 패티
10월 초, 약한 중층 열대 요란이 미국 남동부 해안을 따라 북진하였고 노스캐롤라이나주와 버지니아주의 해안 주변에서 서대서양에 위치한 중층 고기압의 영향으로 동쪽으로 방향을 틀었다. 이 요란은 10월 3일과 4일에 걸쳐 전선계와 합쳐졌으며, 이 전선은 이후 며칠 동안 남진하기 시작했다. 이 전선은 10월 6일이 되자 리워드 제도의 북-북동쪽에 머물기 시작했고, 푸에르토리코와 버진 제도에서 북쪽으로 약 300~400해리 떨어진 전선의 꽅에서 약한 표층 기압골이 떨어져 나왔다. 이 기압골은 상대적으로 강한 대류를 발생시키며 느리게 서진하여, 10월 7일 바하마 남부에 도달하였고, 10월 9일 플로리다주 동쪽으로 이동한 한랭 전선 앞에서 방향을 북서쪽, 그리고 북쪽으로 틀었다. 같은 날 이 기압골은 바하마의 바로 동쪽에서 머물렀고, 위성 화상 자료가 10월 10일 오후 6시 닫힌 저기압의 발생을 나타냈다. 이후 순환 중심 주변으로 구름이 충분히 발달한 10월 11일 오전 0시에 저기압을 동반한 기압골은 제16호 열대저기압으로 발생하였다. 6시간 후 산살바도르섬 동북동쪽 150해리 (280 km) 부근 해상에서 열대폭풍 패티(Patty)로 발달하였다. 패티는 며칠 동안 많이 움직이지 않았다. 여러 가지 요인에 의해 크게 발달할 수 없었는데, 이는 패티의 북쪽에서 생성되고 있던 저층 기압마루와 강한 남서 상층풍의 상호작용에 의해 지속적인 수직 시어가 발생하였고, 패티의 서쪽에 위치한 전선 경계 후면의 안정한 건조공기가 패티의 순환에 갇히게 되었기 때문이다. 그래서 패티는 40노트의 풍속으로 최성기를 맞이하였고, 더욱 더 강해지는 수직 시어에 의해 10월 13일 오전 6시 열대저기압으로 약화되었다. 패티는 저기압을 동반한 기압골로 약화되었고 활발한 대류는 낮 12시까지 모두 사라졌다. 이 기압골은 하루이틀 동안 더 활동하다가 완전히 소멸하였다.

### 제17호 허리케인 라파엘
허리케인 라파엘은 10월 5일 아프리카 서부에서 진출한 열대 파동으로부터 발생했다. 이 열대 파동은 대서양을 횡단하는 동안 크지만 발달되지 않은 뇌우를 동반하고 있었다. 이 뇌우는 열대 파동이 소안틸레스 제도에 접근하며 카리브 해 동부에 위치한 중상층 기압골과 상호 작용하면서 발달하였다. 열대 파동은 10월 11일과 12일 소안틸레스 제도를 통과할 때 이미 폭풍 수준의 풍속을 갖고 있었지만, 닫힌 표층 순환이 없어서 열대폭풍으로 발달하지 못했다. 그러나 열대 파동이 카리브 해 동부에서 이동 속도를 줄이면서 닫힌 순환을 생성하였다. 이에 10월 12일 오후 6시, 세인트크로이섬 남남동쪽 200해리 (370 km) 부근 해상에 위치한 열대 파동이 제17호 열대폭풍 라파엘로 지정되었다. 발생 당시 라파엘은 중상층 기압골에 의한 중간 정도의 윈드 시어로 대류가 동쪽으로 치우쳐져 있었다. 이후 기압골이 약화되고 서쪽으로 이동하였고 상층 고기압이 라파엘 위에 발생하여 그 결과 윈드 시어가 감소하였고 라파엘가 점진적으로 발달하기 시작했다. 그 다음에 라파엘은 약간 더 빠른 전진 속도로 북진하여 10월 14일 오전 12시 세인트마틴섬과 세인트크로이섬 사이를 45노트의 풍속으로 통과하였다.
이후 라파엘은 지향류의 약화로 다시 느려지는 동시에 북북서진하며 발달을 계속하였다. 그리하여 10월 15일 오전 6시 라파엘은 허리케인으로 발달하였다. 라파엘은 미국 동부 해안에 접근하고 있던 한랭 전선 전면에서 북진하기 시작하였고, 10월 16일 낮 12시 최대 풍속 80노트, 최저 기압 969hPa로 최성기를 맞이하였다. 이후 빠르게 북동진하면서 10월 17일 오후 6시 캐나다 노바스코샤주의 먼 남동쪽에서 온대저기압으로 변질되었다. 이 온대저기압은 다른 온대저기압을 따라 한 바퀴를 돌았고, 약화하면서 남동쪽에서 동쪽으로 이동했다. 10월 26일 오후 6시 온대저기압 라파엘은 포르투갈에서 소멸하였다.
허리케인 라파엘로 인해 과들루프에서 한 명이 직접적으로 사망하였다.

### 제18호 메이저 허리케인 샌디
샌디는 카리브 남서부의 전형적인 시즌 후반의 허리케인이었다. 허리케인 샌디는 1등급 허리케인이었을 때 자메이카에 상륙하였고, 풍속 100노트의 3등급 메이저 허리케인이었을 때 최성기를 맞이하면서 쿠바 동부에 상륙하였다. 이후 바하마 중부와 북서부를 지나면서 급격히 1등급 허리케인으로 약화되었다. 샌디는 복잡한 진화를 겪어 바하마에서 상당히 크기가 커졌고, 바하마 북쪽에서 열대폭풍으로 약화되었음에도 불구하고 계속 커졌다. 미국 남동부 해안에 평행하게 북동진하면서 허리케인으로 다시 발달하였고, 미국 중동부를 향해 북서진하면서 85노트(2등급)까지 발달하였다. 샌디는 어느 정도 약화하여 온대저기압으로 변질된 이후 70노트의 풍속으로 뉴저지주 브라이건타인(Brigantine, NJ)에 상륙하였다. 그러나 대서양 허리케인 사상 최대의 크기를 가지고 있어서, 뉴저지 주와 뉴욕주에 파괴적인 폭풍 해일이 발생했다.
허리케인 샌디로 인해 발생한 피해는 미국 $500억, 쿠바 $20억, 자메이카 $1억 등, 합쳐서 최소 $530억이다. 미국에 끼친 피해는 허리케인 중 여섯 번째로 가장 큰 피해였다.
허리케인 샌디로 인해 직접적으로 발생한 사망자는 미국 72명, 아이티 54명, 쿠바 11명 등, 합쳐서 최소 147명이다. 이외에도 샌디에 의한 간접적인 사망자도 50명 이상 속출했다.

### 제19호 열대폭풍 토니
토니는 허리케인 샌디를 발생시킨 열대 파동에서 발생하였다. 10월 13일 이후 열대 파동에서 발생한 열대 요란은 파동보다 매우 느리게, 서쪽의 기압골과 같은 속도로 이동하였다. 열대 요란과 상층 기압골의 합체가 강한 남서풍 시어 아래 큰 규모의 구름을 발생시켰다. 10월 21일, 서경 50도에 위치해 있을 때, 상층 기압골은 분리 저기압이 되었고, 윈드 시어는 어느 정도 해소되었다. 같은 날 리워드 제도에서 동쪽으로 700해리(1295 km) 떨어진 곳에 닫힌 표층 저기압이 발생하였으나, 열대 저기압으로 지정되기에는 대류가 충분히 발달하지 않았다. 10월 22일 오후 6시, 저기압은 대류가 활발해져 리워드 제도 북부 동북동쪽 약 620해리(1150 km) 부근 해상에서 열대저기압으로 지정되었다. 분리 저기압 동쪽의 지향류가 열대저기압을 북쪽으로 이동시켰다. 비록 윈드 시어가 강하지 않았지만, 10월 24일 오전 12시까지 열대폭풍으로 발달하지 않았다. 같은 날 더 발달하여 리워드 제도 북부와 아소르스 제도의 중간 지점에서 풍속 45 노트로 최성기를 맞이하였다. 중심 주변의 대류의 세기의 변동이 심했으나, 토니는 24시간 동안 풍속을 유지하였다. 10월 25일 오전 12시 이후 증가하는 수직 시어와 낮은 수온으로 인해 토니는 약화하기 시작했다. 같은 날 낮 12시 약간 더 빠르게 동북동진하면서 풍속이 35 노트로 낮아졌다. 그리고 오후 6시에는 차고 건조한 공기의 유입과 강한 남서풍 시어에 의해 토니가 온대저기압으로 변질되었다. 이 온대저기압은 24시간 후에 소멸하였다.

## 같이 보기
- 2012년 동태평양 허리케인
- 2012년 태풍
- 2012년 북인도양 사이클론
- 남대서양 열대 저기압